# Srem
Srem (srbsky Srem (Срем), chorvatsky Srijem, latinsky Syrmia, maďarsky Szerém, česky historicky Srěm) je historické území v nejvýchodnější části Slavonie mezi řekami Dunajem a Sávou. Uherská Sremská župa měla rozlohu 6865,8 km², po první světové válce připadla celá Jugoslávii a v jejím rámci byla posléze rozdělena mezi republiky Chorvatsko a Srbsko. Nazývá se podle starořímského města Sirmium, které se nacházelo v místech dnešní Sremské Mitrovice.

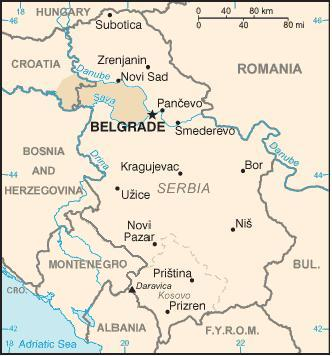
Poloha území vzhledem k Srbsku

Většina Sremu je součástí Sremského (a okrajově Jihobačského) okruhu autonomní oblasti Vojvodina na severu Srbska. Nejvýchodnější okraj je součástí Bělehradu, v jehož rámci tvoří městské části Zemun, Nový Bělehrad a Surčin. Západní Srem pak v rámci Chorvatska tvoří téměř celé území Vukovarsko-sremské župy, okrajové části leží také v Osijecko-baranjské a Brodsko-posávské župě. Historickým správním centrem byl Vukovar, další střediska jsou v Chorvatsku Vinkovci, Županja, Ilok, v Srbsku Sremska Mitrovica, Ruma, Petrovaradin, Indjija a okrajově Bělehrad.
Za jugoslávské války byl západní Srem místem těžkých srbsko-chorvatských bojů (viz např. bitva o Vukovar). Srbské síly načas celou oblast ovládly, ale dohodou z roku 1998 se státní hranice vrátily do původního stavu.